# Hiver Nomade
Hiver Nomade (internationale titel: Winter Nomads) is een documentaire bergfilm van de Zwitser Manuel von Stürler uit het jaar 2012.
De film gaat over de schaapherders Carole en Pascal die in het Franstalige deel van Zwitserland onderweg zijn met een kudde van 800 schapen, vier honden en drie ezels door sneeuw en regen. Ze trekken langs snelwegen, treinsporen en bospaden, door buitenwijken, industrieparken, velden en wouden. Ze slapen in een zelfgemaakte tent en koken op een houtvuurtje. Deze film is geen nostalgische blik op een idyllische buitenleven.
Voor de première werd de film onder meer vertoond op het Internationaal filmfestival van Berlijn op 10 februari 2012, tijdens het Dutch Mountain Film Festival op 19 januari 2012, op het Internationaal filmfestival van Reykjavik op 27 september 2012, op het Belgische Festival international du film francophone de Namur op 3 oktober 2012 en op het filmfestival van Arras op 10 november 2012.

## Filmprijzen
- 2012: 25e Europese Filmprijzen: Beste documentaire.
- 2013: Zwitserse filmprijzen: 
  - Speciale prijs van de jury en een speciale prijs van de Academie voor Karine Sudan voor de montage
  - Beste cinematografie voor Camille Cottagnoud
  - Nominatie voor beste documentaire voor Manuel von Stürler
  - Nominatie voor beste muziek voor Olivia Pedroli